# 커벌 스페이스 프로그램
커벌 스페이스 프로그램(Kerbal Space Program, 줄여서 KSP)은 멕시코 Squad 사에서 개발한 샌드박스 우주비행 시뮬레이션 게임이다. 플레이어는 커빈(지구)이라는 행성에 위치한 우주 기지에서 로켓 디자인, 로켓 발사, 우주 비행과 조종 등을 즐기게 된다. 모드를 지원하고 있으며, 모드에서 만들어진 여러 요소들이 게임상에 구현되기도 한다. 스팀에 등록되기 전까진, 오직 입 소문에 의존하여 판매하였으며 2013년 스팀에 등록되었을 때 최고 인기 제품 5위에 올라가기도 했다. 첫 공개 버전 0.7.3은 2011년 6월 24일에 나왔고, 지금도 꾸준히 업데이트되고 있다.
2021년 4월 5일 기준으로 1.11.2까지 나와있다.

## 게임 플레이
플레이어는 작은 인간형 초록색 종족 ‘커벌’들이 이제 막 출범시킨 우주개발계획(Space Program) 실행과 관리를 맡게 된다. 커벌들은 모행성인 ‘커빈’ 적도상에 모든 시설이 완비된 커벌 우주 센터(Kerbal Space Center, KSC)를 완공한 상태이다.
여러 부품들로 로켓 및 우주선을 조립하고 우주센터 내에 있는 발사대 및 활주로에서 발사 및 운용하는 게 주 내용이다. 조립과정에서 각기 다른 엔진, 연료탱크, 날개 등 다양한 선택지를 제공하며 이를 이용한 복잡한 구성도 가능하다. 또한 태양전지판, RCS 추진기, 바퀴 등등 여러 가지 부품들도 준비되어 있는데, 초대형 다단식 발사체부터 공기역학을 고려한 SSTO(Single stage to orbit 의 약자)에 이르기까지 다양한 발사체 및 탐사선을 만들 수 있다. 발사 후에는 목적에 따라 궤도상에서 다른 발사체와 랑데부를 하거나, 다른 천체로 날려보내 탐사를 할 수도 있다.
또한 플레이어는 자신이 좋아하는 실존 비행기를 ‘커벌 버전’으로 제작해볼 수도 있는데, 게임 내에 물리법칙이 적용됨에 따라 일반제트기를 만드는 것 또한 우주선을 만드는 것만큼이나 쉽지 않다. 그리고 수면에도 물리법칙이 적용되기 때문에 선박도 어느 정도 띄워 볼 수 있다. 그러나, 사실 공식적으로는 선박을 위해 지원되는 부품이 전혀 없는 탓에 개인이 만든 모드를 이용하거나 비행기를 잔잔한 수면 위에서 미끄러지게 만드는 수준으로 만족해야 한다.
유인비행의 경우, 탑승한 커벌들을 타고 내리게 할 수 있으며, 발사된 뒤에는 우주 유영(EVA)을 하거나 착륙 후엔 천체 표면을 돌아다닐 수도 있다. 0.21 버전에 들어서는 탑승시킬 커벌을 직접 채용하여 고를 수 있게 되었다. 우주인으로 탑승할 모든 커벌들은 각자의 능력치가 존재하는데, ‘용감함’과 ‘어리석음’ 두 가지 요소가 있다. 추가로, 무슨 일이 생겨도 미친 듯이 즐기는 표정을 보이는 ‘Bad ass’라는 숨겨진 특성도 존재한다. 플레이어들 사이에서 인기캐릭터가 된 ‘Jebediah(제베디아)’가 바로 이 특성을 가지고 있다. 신규 채용 지원자 중에서도 이 특성을 가진 커벌이 랜덤으로 등장한다.
0.23.5 업데이트에서는 미 항공우주국 NASA와의 콜라보레이션을 통해 새로운 천체인 소행성과 실제 NASA에서 계획 중인 ‘소행성 포획 계획 (Asteroid Redirect Mission, ARM)’을 게임 상에서 수행 가능케 해주는 다양한 파츠들이 추가되었다. 플레이어는 관측소에서 미확인천체로 발견되는 소행성들을 추적, 관찰하여 정보를 수집한 뒤, 적절한 계획을 구상해야한다. 소행성은 작게는 약 10t 남짓(A등급)부터 최대 약 4000t(E등급)까지 크기, 모양, 궤도 모두 무작위로 생성되며, 대부분 커빈 주변에 등장해서 서서히 접근하는 궤도를 그린다. 커빈의 인력권으로 들어온 소행성들이 어떤 궤도를 그릴지는 천차만별인데, 관측소에서 예상궤도를 확인 한 뒤, NASA의 차세대 SLS (Space Launch System) 로켓을 본 따 만든 역대 최고 추력의 새로운 초대형 발사체 파츠와, 어떤 물체든지 움켜쥘 수 있는 포획 파츠를 이용해 소행성과 랑데부할 수 있다. 커빈을 스쳐 지나가는 소행성을 붙잡아서 제3의 위성으로 만든다든지, 충돌궤도로 돌진하는 거대소행성을 사력을 다해 밀어 낸다든지, 아니면 호기심과 능력에 따라 커빈으로 끌고 와서 우주센터 앞에 착지 시킬지는 커벌들이 아닌 전적으로 플레이어의 마음이다.

### 플레이 모드
0.22버전 공개와 함께 기존의 샌드박스 모드와 더불어 ‘커리어 모드’(과학 모드)가 공개되어서, 선택하여 플레이할 수 있게 되었다. 두 모드의 차이점은 다음과 같다.
그리고 지금은 샌드박스,사이언스,커리어까지 3개의 모드가 있다.

##### 샌드박스 모드
처음부터 모든 부품이 사용 가능하다. 다만, 과학실험 및 연구시설은 사용할 수 없다.
어떤 우주선을 만들어 어떤 미션을 수행하든지 전부 플레이어의 자유다. 보통 다른 천체에 무인탐사선 착륙시키기, 커벌들을 달에 보냈다가 무사 귀환시키기, 통신망 구축 등의 자신만의 미션을 세워 플레이 하게 된다. 흔히 하게 되는 또 다른 미션으로는 여러 번의 발사와 조립을 통한 거대 우주정거장 건설하기 등이 있다. 또한 역사적인 우주선들을 게임 내에서 직접 만들어보고 임무를 따라 해보기도 하는데, 대표적으로는 아폴로 계획, 큐리오시티 로버, 그리고 국제 우주 정거장 등이 있다. 이에 더해, 추가적으로 모드를 깔아서 자원 채굴 등의 목표를 만들어 플레이할 수도 있다.

##### 커리어 모드
(중점적으로 개발이 진행 중인 모드이다. 처음에는 극소수의 기초 부품만 사용 가능하고, 게임을 진행함에 따라 연구개발(R&D)를 통해 ‘테크트리’를 선택할 수 있으며, 과학 점수를 통해 사용 가능한 부품의 가짓수를 늘릴 수 있다.
과학 점수는 다양한 방법을 통해 더 많이 얻을 수 있는데, 0.21 버전까지는 거의 무용지물이었던 온도계, 가속계, 기압계 등을 통해 각각의 행성과 위성에서 다양한 미션을 수행하여 얻어진다. 과학 점수는 행성이나 위성을 지나쳐 가는 것(fly by) 보다 착륙할(landing)때, 무인 보다 유인 탐사를 통해 획득할 수 있는 점수가 더 크다. 이는 수행 가능한 과학 실험의 수에서 차이가 나기 때문인데, 유인 탐사선은 비행 캡슐 내에서 보고서(crew report)를 작성해서 과학 점수를 얻을 수 있고, 선외활동(EVA) 도중 보고서를 작성할 수 있고, 지면이 있는 행성이나 위성에 착륙한 경우 샘플 채취해서 과학 점수를 얻을 수 있으나 무인 탐사는 이 3가지 미션이 불가능하다.
또, 과학 실험을 하는 장소가 천체상의 어디냐에 따라서도 다른 결과와 점수를 얻게 된다. 시작 행성인 커빈의 경우, 평원/ 해안가/ 사막/ 산맥/ 툰드라/ 빙원 등, 위성인 뮌의 경우 특징적으로 보이는 대형 크레이터 등이 각각 별개의 지역으로 취급되어, 개별적으로 방문하여 과학 점수를 얻을 수 있다. 0.22 업데이트부터 적용된 기후대 또는 생물군계(Biomes) 시스템으로, 태양이나 줄 같이 착륙이 불가능한 천체를 제외한 모든 천체에는 전부 기후대가 적용되어 있다.
이렇게 각각의 지역에서 각종 실험으로 획득한 실험결과를 연구개발에 쓰기 위한 ‘과학 점수’로 환산하기 위해서는 실험결과를 우주센터로 다시 보내야 하는데, 실험 샘플을 직접 커빈으로 돌려보내 회수(Recovery)하는 방법과 안테나와 전기를 사용해 결과보고서만 데이터전송(Transmit Data)하는 방법 두 가지가 있다. 단, 데이터전송은 샘플 회수보다 과학점수 획득에 손해를 보게 된다. 예를 들어, ‘Mystery Goo™’라는 과학장비로 실험을 한 뒤 데이터만 전송하면 샘플을 직접 회수했을 때에 비해 40%의 과학점수만 얻을 수 있다.)
현재 버전,1.11.2에서는 완성,Strangey 라는 부스터,펀드(Fund)기능이 추가되고 건물 업그레이드,등이 있다.
커리어 건물에서,Astronut Training Facility를 2레벨로 업그레이드를 해야 EVA를 할 수 있다

#### 게임 내의 천체들
- 커볼(Kerbol) - 게임 내 행성계가 공전하는 중심 항성이다. 가까이가면 과열로 우주선이 터져버린다.
- 모호(Moho) - 가장 안쪽궤도에 위치한 암석으로 된 작은 갈색 행성이며, 수성에 대응된다.
- 이브(Eve) - 밀도 높은 보라색의 대기와 정체모를 성분의 바다로 덮인 보랏빛 행성이며, 금성에 대응된다.다른 행성들에 비해 큰 중력과 기압으로 이브왕복이 유저들의 마지막 과제로 남는 경우가 많다.
  - 길리(Gilly) - 이브의 위성이며, 크기와 중력 모두 게임 내 모든 위성을 통틀어 가장 작다. 이브에 포획된 소행성으로 추측된다. 이온엔진으로 툭 가속하면 탈출궤도가 만들어지는 전설의 위성. 때문에 이온엔진으로만 착륙할 수도 있다.
- 커빈(Kerbin) - 초록 커벌들의 푸른 고향이자, 모든 우주발사체들의 출발점이다. 지구에 대응된다.
  - 뮌(Mün) - 커빈의 첫 번째 위성이며, 달에 대응된다. 지구의 달과 마찬가지로 조석 고정되어있다. 게임 내에서의 표기는 'Mün'(뮌) 이나, 'Mun'(문)과 많이 혼용하여 사용된다.
  - 민무스(Minmus) - 커빈의 두 번째 위성이며, 민트색의 굴곡진 지형과 얼음호수를 지닌 작은 위성이다.
- 소행성(Asteroids) - 커빈 주변 궤도상에 다수가 무작위로 나타나며, 모양과 크기, 궤도 모두 각양각색이다. 자체인력은 없으며, 랑데부해서 관찰해보면 암석과 얼음이 혼재된 것을 볼 수 있다.
- 듀나(Duna) - 붉은색의 대기 및 지표면과 함께 극지방에는 극관이 존재하는 행성으로, 화성에 대응된다.
  - 아이크(Ike) - 짙은 회색빛을 띈 듀나의 위성이며, 다른 위성들에 비하면 모행성과 상대적으로 가까운 거리에서 넓은 중력권을 행사하고 있다.
- 드레스(Dres) - 소행성대의 왜행성을 구상한 천체이다. 하지만 실제 왜소행성의 정의와는 다르게, 자신의 궤도를 독점하고 있다.(대기도 있고 물도 있다.) 세레스에 대응된다.
- 쥴(Jool) - 첫 번째 가스행성이며, 초록색의 아주 짙은 가스로 이루어져있다. 목성에 대응된다.말 그대로 가스행성이라서 착륙은 불가능하다.착륙을 하려고 가스로 내려가면 -99까지 내려갈 수 있지만 -99m가 넘으면 게임이 튕기고 심지어는 커벌이 죽기도 한다.
  - 레이스(Laythe) - 줄의 첫 번째 위성이며, 파란 바다로 덮여있고 산소성분의 대기도 존재하는 등 환경 조건은 지구형 행성과 같다.
  - 볼(Vall) - 줄의 두 번째 위성이며, 하늘색 얼음으로 덮인 위성이다. 유로파에 대응된다.
  - 타일로(Tylo) - 줄의 세 번째 위성이며, 줄의 위성 중 제일 크고, 게임 내 위성 중에서도 제일 크다. 커빈과 같은 크기. 회백색 암석표면으로 이루어져 있으며, 가니메데에 대응된다.
  - 밥(Bop) - 줄의 네 번째 위성이며, 하나의 커다란 크레이터와 함께 상당히 험준한 지형으로 덮여있는 짙은 갈색의 천체이다.
  - 폴(Pol) - 줄의 다섯 번째 위성이며, 표면이 매우 울퉁불퉁하다. 노란 천체표면에 뾰죡한 모양의 돌이 산재해 있다.
- 일루(Eeloo) - 현재 게임 내 행성계의 최 외곽 천체이며, 군데군데 드러난 갈색지면을 제외하고 대부분이 하얀 얼음으로 덮여있는 왜행성이다. 명왕성에 대응된다. 일루는 후에 두 번째 가스 행성의 위성이 될 예정이다.

## 물리엔진
이 게임은 궤도역학에 대한 사실적인 묘사로 호평을 받았다. 또한 고정된 궤도를 도는 천체들을 제외하면, 모든 물체들은 뉴턴 역학 시뮬레이션의 영향 아래에 놓인다. 로켓의 추력이나 비행체의 양력은 기체의 어느 위치에 엔진 및 날개가 붙어있는지에 맞춰서 정확히 작용한다. 조립해놓은 부품간의 결합력 또한 한계가 있어서 너무 심하거나 어긋난 방향의 힘이 기체에 가해질 경우, 기체가 산산이 부서져버리기도 한다. 그리고 게임 내 천체들 중, 커빈을 포함해 각기 다른 조건의 대기가 존재하는 천체들에서는 높이와 밀도에 따라서 날개의 양력 및 낙하산 전개 효과, 항력이 영향을 받는다. 시뮬레이션은 상당히 정교해서, ‘호만 전이 궤도’나 ‘에어로 브레이킹’등 현실 세계의 우주비행기술들이 커볼계 탐사에서도 사용 가능하다. 다만 현재 게임버전에서는 궤도 연산을 완전한 N체 시뮬레이션 대신 Patched conic approximation을 사용하고 있기 때문에, 라그랑주 점이나 헤일로 궤도와 같은 현상은 묘사하지 못한다.
1.0.5 (확인 필요) 버전부터는 기초적인 유체 역학이 묘사되어 부력이 생길 만한 물체는 띄울 수 있다. 이말인 즉슨, 배를 띄울 수 있다. 이 기초적인 유체 역학이 묘사되어 실제로 스페이스X사의 Falcon 9를 재연하고 착륙하는 경우도 있다! (잘못하면 타이타닉이 될수도 있다)

## 유저 모드
커벌 스페이스 프로그램은 플레이어가 다양한 경험과 편의성을 제공하는 여러 모드를 지원한다. 모드 커뮤니티가 활성화되어 있으며, 천 개 이상의 모드가 나와 있다. 이런 모드들은 우주선 부품 추가, 항성계 재구성, 외계 천체 구현, 그래픽 향상 등 게임 난이도를 조절한다. 기본적으로 모드는 사용자가 직접 설치해야 하지만, 통합설치기(CKAN)을 활용하는 게 일반적이다.
0.14.1 버전에 와서는 광범위한 API를 지원하여 만든 부위에 게임이 실행되는 동안 불러올 코드가 든 부품을 만들 수 있게 되었으며, 이로 인해 자동파일럿 모듈이라든가, 원격 측정 모듈 등이 추가되어 게임을 새롭게 하거나 혹은 있던 부분에 대한 세밀한 제어가 가능해질 수 있게 되었다. 커벌 스페이스 프로그램은 C#로 짜졌으며, 플러그인도 마찬가지이다.

## 게임 개발
현재 게임은 2015년 4월 28일 공식 발매되었고(1.0.5), 앞으로도 계속 꾸준히 업데이트 될 예정이라고 한다. 현재 최신버전은 1.11.2 버전.
참고로 ksp2와 개발사가 다르니 업데이트가 끊어질 일은 없을 듯 하다.

## 평가

### 상업적인 평가
성공적이라고 평가되고 있으며, 현재 해외 포럼에는 7만 4천명이 가입되어 있고 5천명 가량의 스팀 동시접속자수를 기록 중이다. 2013년 3월 20일 스팀에 등록되었을 땐, ‘최고 인기 제품’ top 5와 ‘인기 있는 리눅스 게임’에 들기도 했다.

### 비평가들의 평가
게임 플레이 전반적으로 긍정적인 평가를 받았다. IGN은 “다가올 5가지 웃긴 게임들(Five Ridiculous Upcoming Games)”이라는 기사로 언급했고, PC gamer에서는 자리를 마련해 게임 소식을 꾸준히 전하고 있다. 다른 주요 웹진에서도 긍정적으로 언급되고 있다.

### 과학계의 관심
게임은 특히 미 ‘NASA’와 덴마크 비영리 로켓개발단체인 ‘코펜하겐 서브오비탈(Copenhagen Suborbitals)’과 같은 과학계와 우주산업계에 종사중인 단체들의 관심을 받고 있다. 최근에는 더 나아가 게임의 요소 구현을 위해 현직 NASA팀과의 직접적인 교류가 있기도 했다.

## 참고 자료
공식 KSP 2 트레일러